# Trendelbach
Der Trendelbach ist ein Klingenbach, der etwas oberhalb des Dorfes Geislingen am Kocher in der Gemeinde Braunsbach im Landkreis Schwäbisch Hall im nordöstlichen Baden-Württemberg von rechts und Nordosten in die Bühler mündet. Der weniger als einen Kilometer lange Bach ist der letzte bedeutende Zulauf des Flusses.

## Geographie

### Verlauf
Der Trendelbach entsteht im Flurgewann Eichwiesen auf etwa 407 m ü. NHN gut 200 Meter südlich des Braunsbacher Weilers Hergershof auf der rechten Randhöhe des unteren Bühlertals und fließt durchweg südwestlich. Auf den ersten etwa hundert Metern noch auf der Hochebene läuft er anscheinend in einem Dränagerohr, unterquert einen Feldweg mit bergseitigem Seitengraben, worauf dann auf etwa 400 m ü. NHN sogleich seine bewaldete Klinge am rechten Bühlertalhang Trentelberg (!) einsetzt. In dieser stürzt er schnell zu Tale, läuft am flacheren Unterhang auf einer von ihm abgelagerten Schutthalde, quert hier in einem schmalen begleiteten Waldriegel einen Feld- und Wanderweg und mündet dann auf etwa 252,3 m ü. NHN von links in die unterste Bühler, ungefähr 400 Meter oberhalb des letzten Wehrs im Flusslauf etwa eben soviel aufwärts vom Ortsrand von Geislingen.
Der insgesamt 0,8 km, ab dem Beginn seiner Klinge etwa 0,7 km lange Trendelbach verliert auf der Steilstrecke seines Laufes bei einem mittleren Sohlgefälle von stattlichen 220 ‰ fast 150 Höhenmeter. Zumindest im unteren Hanglauf im Bereich des erwähnten Feldweges scheint er auch zur heißen Jahreszeit beständig Wasser zu führen.

### Einzugsgebiet
Der Trendelbach hat ein Einzugsgebiet von etwa 0,5 km² Größe. Es grenzt im Nordwesten auf der Hochebene an das des Kochers unterhalb der Zumündung der Bühler in diesen, im Norden im Bereich der A 6 an das des nächsten großen Kocherzuflusses Grimmbach. Jenseits der südöstlichen Wasserscheide laufen allenfalls sporadisch wasserführende Hanggerinne zur Bühler oberhalb. Die größten Höhen auf der Hochebene im nordöstlichen Bogen um die Mulde der Eichwiesen liegen auf 435±3 m ü. NHN.
Das Einzugsgebiet gehört dem Unterraum Mittleres Kocher- und Unteres Bühlertal des Naturraums Kocher-Jagst-Ebenen an. Der Bach entsteht im Übergangsbereich zwischen der noch zum Unteren Keuper rechnenden Lettenkeuper-Decke (Erfurt-Formation) im Bereich der Kocher-Jagst-Ebenen und der Hohenloher Ebene, seine Klinge schneidet sich dann ins Schichtpaket des gesamten Muschelkalks ein, vom hangsteilen Oberen über den flacher am Hang ausstreichenden Mittleren Muschelkalk, in dem er sein Blockschuttfächer beginnt, bis zum wieder steilen Trog im Unteren Muschelkalk.
Der Anteil des Einzugsgebietes unter dem oberen Bühlertalhangknick gehört im oberen Bereich zum Landschaftsschutzgebiet Kochertal zwischen Schwäbisch Hall und Weilersbach mit Nebentälern, im unteren zum Naturschutzgebiet Unteres Bühlertal.

### LUBW
Amtliche Online-Gewässerkarte mit passendem Ausschnitt und den hier benutzten Layern: Lauf und Einzugsgebiet des Trendelbachs

Allgemeiner Einstieg ohne Voreinstellungen und Layer: Daten- und Kartendienst der Landesanstalt für Umwelt Baden-Württemberg (LUBW) (Hinweise)
1. 1 2 3  Höhe nach dem Höhenlinienbild auf dem Hintergrundlayer Topographische Karte.
2. ↑  Höhe nach schwarzer Beschriftung auf dem Hintergrundlayer Topographische Karte.
3. ↑  Länge nach dem Layer Gewässernetz (AWGN).
4. ↑  Einzugsgebiet abgemessen auf dem Hintergrundlayer Topographische Karte.
5. ↑  Das auf dem Layer Gewässernetz (AWGN) eingetragene, rund 100 Meter lange Anfangsstück des Baches läuft quer zur Pflugrichtung eines Ackers bis zur oberen Hangkante und ist dort nicht offen auszumachen. Eine leichte Talmulde lässt sich über 400 Meter weiter aufwärts nach Osten wenigstens bis zu einem Knick der von Hergershof nach Hohenberg laufenden K 2556 ausmachen.
6. ↑  Länge abgemessen auf dem Hintergrundlayer Topographische Karte.
7. ↑  Eigene Beobachtung in zwei Hochsommern. Auf dem Hintergrundlayer Topographische Karte ist der Lauf dagegen durchgehend gestrichelt.

### Andere Belege
1. ↑  Wolf-Dieter Sick: Geographische Landesaufnahme: Die naturräumlichen Einheiten auf Blatt 162 Rothenburg o. d. Tauber. Bundesanstalt für Landeskunde, Bad Godesberg 1962. → Online-Karte (PDF; 4,7 MB)
2. ↑  Blockschutthalde nach eigener Beobachtung, Geologische Schichten nach: Mapserver des Landesamtes für Geologie, Rohstoffe und Bergbau (LGRB) (Hinweise)